# Blues Hall of Fame
A Blues Hall of Fame a memphisi székhelyű Blues Foundation alapításával egyidőben, 1980-ban létrehozott Blues-hírességek Csarnoka, amelynek tagjai közé azokat az előadókat választják meg évről évre, akik nagy hatással voltak a blues zene műfajára. Az első évben összesen 20 előadót iktattak be a blues-hírességek közé.

## Kategóriák
A Blues Hall of Fame négy kategóriában tartja nyilván a blues nagyjait: 
- előadók (1980-tól),
- klasszikus blues felvételek (albumok 1982-től, dalok 1983-tól),
- klasszikus blues irodalom (1982-től),
- zeneipari szakemberek (hivatalosan nem-előadók, 1991-től).

## 2020-as évek
A COVID-19 koronavírus-járvány miatt a 2020-as beiktatási ceremónia elmaradt, és a következő évben tervezték megtartani úgy, hogy 2021-ben nem neveznek meg újabb beiktatottakat.
| Év        | Kategóriák | Kategóriák                              | Kategóriák | Kategóriák |
| Év        | Előadók | Szakemberek                             | Klasszikus blues felvételek | Klasszikus blues irodalom |
| --------- | --- | --------------------------------------- | --- | --- |
| 2024      | - Lil’ Ed and The Blues Imperials - Lurrie Bell - Sugar Pie DeSanto - Scrapper Blackwell - O.V. Wright - Jimmy Rushing - Odetta | - William R. Ferris                     | Album - Here’s the Man!!! – Bobby Bland, 1962 Dal - "Why Don’t You Do Right?" – Lil Green, 1941 - "Driving Wheel" – Junior Parker, 1961 - "Key to the Highway" – Jazz Gillum, 1940 - "Okie Dokie Stomp" – Clarence “Gatemouth” Brown, 1954 - "I Ain’t Got You" – Billy Boy Arnold, 1955            | - Blues Legacies and Black Feminism: Gertrude “Ma” Rainey, Bessie Smith, and Billie Holiday, by Angela Davis (Pantheon, 1998)                                   |
| 2023      | - Junior Kimbrough - Fenton Robinson - Carey Bell - Snooky Pryor - John Primer - Josh White - Esther Phillips                   | - David Evans                           | Album - The Complete Chess Masters (1950-1967) – Little Walter, 2009 Dal - "The Red Rooster" – Howlin’ Wolf, 1961 - "Mojo Hand" – Lightnin’ Hopkins, 1960 - "My Black Mama" – Son House, 1930 - "I’m Tore Down" – Freddy King, 1961 - "Black Nights" – Lowell Fulson, 1965                         | - The Original Blues: The Emergence of the Blues in African American Vaudeville 1899-1926, by Lynn Abbott & Doug Seroff (University Press of Mississippi, 2017) |
| 2022      | - Lucille Bogan - Little Willie John - Johnnie Taylor                                                                           | - Mary Katherine Aldin - Otis Blackwell | Album - Bo Diddley – Bo Diddley, 1958 Dal - "Eyesight to the Blind" – Sonny Boy Williamson No. 2, 1951 - "Farther Up the Road" – Bobby “Blue” Bland, 1957 - "Good Rocking Tonight" – Roy Brown, 1947 - "Rock Me Baby" – B.B. King, 1964 - "Rollin’ and Tumblin" – Baby Face Leroy Trio, 1950       | - Red River Blues: The Blues Tradition in the Southeast by Bruce Bastin (University of Illinois Press, 1986)                                                    |
| 2020/2021 | - Eddie Boyd - Billy Branch - Syl Johnson - Bettye LaVette - George “Harmonica” Smith - Victoria Spivey                         | - Ralph Peer                            | Album - The Chess Box – Howlin’ Wolf, 1991 Dal - "That’s All Right (Mama)" – Arthur "Big Boy" Crudup, 1946 - "Mama, He Treats Your Daughter Mean" – Ruth Brown, 1952 - "Trouble in Mind" – Bertha "Chippie" Hill, 1926 - "Future Blues" – Willie Brown, 1930 - "3 O’Clock Blues" – B.B. King, 1951 | - Earl Hooker – Blues Master by Sebastian Danchin (University Press of Mississippi, 2001)                                                                       |

## 2010-es évek
| Év   | Kategóriák | Kategóriák                                                                            | Kategóriák | Kategóriák |
| Év   | Előadók | Szakemberek                                                                           | Klasszikus blues felvételek | Klasszikus blues irodalom |
| ---- | --- | ------------------------------------------------------------------------------------- | --- | --- |
| 2019 | - Aretha Franklin - Booker T. & the M.G.'s - Count Basie - Ida Cox - Pee Wee Crayton                                                                    | - Moe Asch                                                                            | Album - The Sky Is Crying – Elmore James, 1965 Dal - "Everyday I Have The Blues" – B. B. King, 1954 - "I Got A Woman" – Ray Charles, 1954 - "Rollin’ Stone" – Muddy Waters, 1950 - "Shake Your Moneymaker" – Elmore James, 1961 - "The St. Louis Blues" – Bessie Smith, 1925 | - Lost Delta Found: Rediscovering the Fisk University-Library of Congress Coahoma County Study, 1941-1942 by John W. Work, Lewis Wade Jones, és Samuel C. Adams, Jr. (Vanderbilt University Press, 2005) |
| 2018 | - The Aces - Georgia Tom Dorsey - Sam Lay - Mamie Smith - Roebuck "Pops" Staples                                                                        | - Al Benson                                                                           | Album - Blues Is King – B. B. King, 1967 Dal - "Cross Cut Saw" – Albert King, 1966 - "Green Onions" – Booker T. & the MG’s, 1962 - "I’m a Man" – Bo Diddley, 1955 - "Roll ’Em Pete" – Joe Turner, 1938 - "See See Rider Blues" – Ma Rainey, 1924 | - I Feel So Good: The Life and Times of Big Bill Broonzy by Bob Riesman (University of Chicago Press, 2011)                                                                                              |
| 2017 | - Johnny Copeland - Henry Gray - Willie Johnson - Latimore - Magic Slim - Mavis Staples                                                                 | - Amy van Single                                                                      | Album - The Real Folk Blues – John Lee Hooker, 1966 Dal - "Bo Diddley" – Bo Diddley, 1955 - "I’ll PLay the Blues for You" – Albert King, 1971 - "Hi-Heel Sneakers" – Tommy Tucker, 1963 - "Preachin’ the Blues" – Son House, 1930 - "I Ain’t Superstitious" – Howlin’ Wolf, 1961 | - Father of the Blues by W.C. Handy (Macmillan, 1941) |
| 2016 | - Elvin Bishop - Eddy Clearwater - Jimmy Johnson - John Mayall - The Memphis Jug Band                                                                   | - Tommy Couch, Sr. - Wolf Stephenson                                                  | Album - Blues in the Mississippi Night – Alan Lomax gyűjtése, 1957 Dal - "Crazy Hours" – Mamie Smith, 1920 - "That’s All Right" – Jimmy Rogers, 1950 - "I Wish You Would" – Billy Boy Arnold, 1955 - "Merry Christmas Baby" – Johnny Moore’s Three Blazers feat. Charles Brown, 1947 - "Blues Before Sunrise" – Leroy Carr & Scrapper Blackwell, 1920 - "Crazy Hours" – Mamie Smith, 1920                                                                                        | - Early Downhome Blues: A Musical and Cultural Analysis by Jeff Todd Titon (University of Illinois Press, 1977)                                                                                          |
| 2015 | - Eric Clapton - Little Richard - Tommy Brown |                                                                                       | | |
| 2014 | - Big Jay McNeely - Eddie Shaw - Eddie "Cleanhead" Vinson - R. L. Burnside - Robert Pete Williams                                                       | - Dick Shurman - Don Robey - Mike Kappus                                              | Album - Hawk Squat – J.B. Hutto, 1969 - Moanin’ in the Moonlight – Howlin’ Wolf, 1959 Dal - "After Hours" – Erskine Hawkins and His Orchestra, 1940 - "Catfish Blues" – Robert Petway, 1941 - "High Water Everywhere, Parts I & II" – Charley Patton, 1930 - "It’s Tight Like That" – Tampa Red & Georgia Tom, 1928 - "Milk Cow Blues" – Kokomo Arnold, 1934 | - Dream Boogie: The Triumph of Sam Cooke by Peter Guralnick (Little, Brown and Company, 2005) |
| 2013 | - Earl Hooker - Jimmie Rodgers - Jody Williams - Joe Louis Walker - Little Brother Montgomery - Otis Clay                                               | - Cosimo Matassa - Dave Clark - Henry Glover                                          | Album - Texas Worried Blues: The Complete Recorded Works 1927-1929 – Henry "Ragtime Texas" Thomas, 1975 - Louis Jordan's Greatest Hits – Louis Jordan, 1969 - More Real Folk Blues – Howlin' Wolf, 1967 Dal - "Canned Heat Blues" – Tommy Johnson, 1928 - "How Many More Years" – Howlin' Wolf, 1951 - "Let the Good Times Roll" – Louis Jordan, 1946 - "Me and My Chauffeur Blues" – Memphis Minnie, 1941 - "Mystery Train" – Little Junior's Blue Flames (Junior Parker), 1953 | - Soulsville, U.S.A.: The Story of Stax Records by Rob Bowman (Schirmer, 2003) |
| 2012 | - Billy Boy Arnold - Mike Bloomfield - Buddy Johnson & Ella Johnson - Lazy Lester - Furry Lewis - Matt "Guitar" Murphy - Frank Stokes - Allen Toussaint | - Horst Lippmann & Fritz Rau - Doc Pomus - Pervis Spann                               | Album - Damn Right, I’ve Got The Blues – Buddy Guy, 1991 - Bad Influence – The Robert Cray Band, 1983 Dal - "All Your Love" – Magic Sam, 1957 - "It Hurts Me Too" – Tampa Red, 1940 - "Pine Top’s Boogie Woogie" – Pine Top Smith, 1928 | - The Voice of the Blues: Classic Interviews from Living Blues Magazine, szerkesztette Jim O'Neal & Amy van Singel (Routledge, 2002)                                                                     |
| 2011 | - Big Maybelle - Robert Cray - John Hammond, Jr. - Alberta Hunter - Denise LaSalle - J. B. Lenoir                                                       | - Bruce Bromberg - Vivian Carter & Jimmy Bracken - Samuel Charters - John W. Work III | Album - False Accusations – Robert Cray, 1985 - Night Beat – Sam Cooke, 1963 - The Real Folk Blues – Howlin' Wolf, 1965 Dal - "Ain’t Nobody’s Business" – Jimmy Witherspoon, 1947 - "Five Long Years" – Eddie Boyd, 1952 - "Hard Time Killin’ Floor Blues" – Skip James, 1931 - "Love in Vain" – Robert Johnson, 1937 | - Walking to New Orleans: The Story of New Orleans Rhythm & Blues by John Broven (Blues Unlimited, 1974)                                                                                                 |
| 2010 | - Lonnie Brooks - Gus Cannon - W. C. Handy - Amos Milburn - Charlie Musselwhite - Bonnie Raitt                                                          | - Peter Guralnick - "Sunshine" Sonny Payne                                            | Album - Hung Down Head – Lowell Fulson, 1970 - I Hear Some Blues Downstairs – Fenton Robinson, 1977 - Strong Persuader – Robert Cray, 1986 Dal - "All Your Love (I Miss Loving)" – Otis Rush, 1958 - "Fever" – Little Willie John, 1956 - "Key to the Highway" – Big Bill Broonzy, 1941 - "Match Box Blues" – Blind Lemon Jefferson, 1927 - "Spoonful" – Howlin’ Wolf, 1960 | - The Bluesmen by Samuel Charters (Da Capo Press, 1991) |

## 2000-es évek
| Év   | Kategóriák | Kategóriák                                        | Kategóriák | Kategóriák |
| Év   | Előadók | Szakemberek                                       | Klasszikus blues felvételek | Klasszikus blues irodalom |
| ---- | --- | ------------------------------------------------- | --- | --- |
| 2009 | - Reverend Gary Davis - Son Seals - Taj Mahal - Irma Thomas                                                              | - Clifford Antone - Mike Leadbitter - Bob Porter  | Album - Amtrak Blues – Alberta Hunter, 1978 - Blues With a Feeling Newport Folk Festival Classics – válogatás, 1993 - T-Bone Blues – T-Bone Walker, 1959 Dal - "Boom Boom" – John Lee Hooker, 1961 - "Caldonia" – Louis Jordan, 1945 - "Sitting on Top of the World" – Mississippi Sheiks, 1930                                    | - I Hear You Knockin: The Sound of New Orleans Rhythm and Blues by Jeff Hannusch (Swallow Publications, 1985)                                               |
| 2008 | - Jimmy McCracklin - Mississippi Sheiks - Hubert Sumlin - Johnny "Guitar" Watson - Peetie Wheatstraw - Jimmy Witherspoon | - John Hammond - Paul Oliver                      | Album - Freddy King Sings – Freddy King, 1961 - I’m Jimmy Reed – Jimmy Reed, 1958 - Members Only – Bobby Bland, 1985 - Piney Woods Blues – Big Joe Williams, 1958 - Rocks the House – Etta James, 1964 Dal - "Back-Water Blues" – Bessie Smith, 1927 - "Double Trouble" – Otis Rush, 1958 - "My Babe" – Little Walter, 1955        | - 7 Guitars by August Wilson (Plume, 1997) - Moanin’ at Midnight: The Life and Times of Howlin’ Wolf by James Segrest & Mark Hoffman (Pantheon Books, 2004) |
| 2007 | - Dave Bartholomew - Dr. John - Eddie “Guitar Slim” Jones - Sister Rosetta Tharpe                                        | - Ahmet Ertegün - Art Rupe                        | Album - Angola Prisoners’ Blues – Robert Pete Williams & others, 1959 - Down and Out Blues – Sonny Boy Williamson II, 1960 - Driving Wheel – Little Jr. Parker, 1962 Dal - "Black Angel Blues" – Robert Nighthawk (The Nighthawks), 1949 - "Death Letter" – Son House, 1965 - "Hide Away (Hideaway)" – Freddie (Freddy) King, 1961 | - Blues With a Feeling: The Little Walter Story by Tony Glover, Scott Dirks & Ward Gaines (Routledge, 2002)                                                 |
| 2006 | - Paul Butterfield - James Cotton - Roy Milton - Bobby Rush                                                              | - Bihari Brothers - Bobby Robinson - Jerry Wexler | Album - I Do Not Play No Rock ’n’ Roll – Mississippi Fred McDowell - Screamin' and Hollerin’ the Blues: The Worlds of Charley Patton - Tell Mama – Etta James Dal - "Devil Got My Woman" – Skip James - "Honky Tonk, Parts 1 & 2" – Bill Doggett - "Hound Dog" – Big Mama Thornton                                                 | - Blues & Rhythm magazin, UK - Chasin’ That Devil’s Music by Gayle Dean Wardlow; szerkesztette Edward Komara                                                |
| 2005 | - Walter Davis - Ike Turner                                                                                              | - H. C. Speir                                     | Album - Down Home – Z.Z. Hill, 1982 Dal - "Black Night" – Charles Brown, 1951 | - Blues People: Negro Music in White America by LeRoi Jones (William Morrow, 1963)                                                                          |
| 2004 | - Bo Diddley - Blind Boy Fuller                                                                                          | - J. Mayo Williams                                | Album - Raining in My Heart – Slim Harpo Dal - "Baby What You Want Me To Do" – Jimmy Reed | - Juke Blues magazin, UK |
| 2003 | - Fats Domino - Pinetop Perkins - Sippie Wallace - Dinah Washington                                                      | - Ralph Bass                                      | Album - It’s My Life Baby! – Junior Wells, 1966 Dal - "Part Time Love" – Little Johnny Taylor, 1963 | - Can't Be Satisfied: The Life and Times of Muddy Waters, by Robert Gordon (Little, Brown and Company, 2002)                                                |
| 2002 | - Ruth Brown - Big Maceo Merriweather                                                                                    | - Jim O'Neal                                      | Album - Live in Cook County Jail – B.B. King, 1971 Dal - "Going Down Slow" – St. Louis Jimmy Oden, 1941 | - Spinning the Blues into Gold: The Chess Brothers and the Legendary Chess Records, by Nadine Cohodas (St. Martin's Griffin, 2000)                          |
| 2001 | - Etta James - Little Junior Parker - Rufus Thomas                                                                       | - Theresa Needham - Robert Palmer                 | Album - The Complete Plantation Recordings – Muddy Waters, 1993 Dal - "Shake, Rattle and Roll" – Big Joe Turner | - Stormy Monday: The T-Bone Walker Story, by Helen Dance (Da Capo Books)                                                                                    |
| 2000 | - Johnny Otis - Stevie Ray Vaughan                                                                                       | - Dick Waterman                                   | Album - Mississippi Delta Blues – Mississippi Fred McDowell Dal - "Down Home Blues" – Z.Z. Hill | - The Country Blues, by Samuel Charters (Rinehart and Co., 1959)                                                                                            |

## 1990-es évek
| Év   | Kategóriák                                                            | Kategóriák                                                                   | Kategóriák | Kategóriák |
| Év   | Előadók                                                               | Szakemberek                                                                  | Klasszikus blues felvételek | Klasszikus blues irodalom |
| ---- | --------------------------------------------------------------------- | ---------------------------------------------------------------------------- | --- | --- |
| 1999 | - Clarence "Gatemouth" Brown - Roosevelt Sykes                        | - Lester Melrose - Chris Strachwitz                                          | Album - Blues Hit Big Town – Junior Wells Dal - "Dark Was The Night" – Blind Willie Johnson, 1927 | - The World Don’t Owe Me Nothing, by David "Honeyboy" Edwards |
| 1998 | - Luther Allison - Junior Wells                                       | - Lillian Shedd McMurry - Sam Phillips                                       | Album - I’ll Play the Blues for You – Albert King, 1972 Dal - "Messin’ With the Kid" – Junior Wells, 1960 | - Blues from the Delta, by Dr. William Ferris (1970) |
| 1997 | - Brownie McGhee - Koko Taylor                                        | - Bruce Iglauer                                                              | Album - The Paul Butterfield Blues Band – The Paul Butterfield Blues Band, 1965 Dal - "Baby Scratch My Back" – Slim Harpo, 1965 | - Honkers and Shouters: The Golden Years of Rhythm & Blues, by Arnold Shaw (1978) |
| 1996 | - Charles Brown - David "Honeyboy" Edwards                            | - Bob Koester - Pete Welding                                                 | Album - Hound Dog Taylor & the Houserockers – Hound Dog Taylor & the Houserockers, 1971 Dal - "Don’t Start Me Talkin’" – Sonny Boy Williamson II, 1955 | - Sweet Soul Music: Rhythm and Blues and the Southern Dream of Freedom, by Peter Guralnick (Harper & Row, 1986) |
| 1995 | - Jimmy Rogers                                                        | - Phil Chess                                                                 | Album - The Boss of the Blues – Big Joe Turner, 1956 - Otis Spann is the Blues – Otis Spann, 1960 Dal - "Wang Dang Doodle" – Koko Taylor, 1965 | - Searching for Robert Johnson: The Life and Legend of the "King of the Delta Blues Singers", by Peter Guralnick (Dutton, 1989) - The Land Where the Blues Began, by Alan Lomax (Pantheon Books, 1993)                          |
| 1994 | - Arthur "Big Boy" Crudup - Wynonie Harris                            | - Bill "Hoss" Allen - John Lomax - Alan Lomax - John Richbourg - Gene Nobles | Album - The Complete Recordings of T-Bone Walker 1940-1954 – T-Bone Walker, 1990 Dal - "I Can’t Quit You Baby" – Otis Rush, 1956 - "Texas Flood" – Larry Davis, 1958 | - Nothing But the Blues, szerkesztette Lawrence Cohn |
| 1993 | - Champion Jack Dupree - Lowell Fulson                                | ––                                                                           | Album - Chicago Bound – Jimmy Rogers Dal - "Reconsider Baby" – Lowell Fulson, 1954 | - Urban Blues, by Charles Keil |
| 1992 | - Skip James - Johnny Shines - Big Joe Williams                       | ––                                                                           | Album - Blues From the Gutter – Champion Jack Dupree, 1958 - Father of the Folk Blues – Son House, 1965 - Parchman Farm – Bukka White, 1970 - The Complete Recordings – Robert Johnson, 1990 Dal - "Baby Please Don’t Go" – Big Joe Williams, 1935 - "Statesboro Blues" – Blind Willie McTell, 1928                                                           | - I Am the Blues: The Willie Dixon Story, by Willie Dixon with Don Snowden (Quartet Books, 1989) |
| 1991 | - Sleepy John Estes - Billie Holiday - Fred McDowell - Sunnyland Slim | - Leonard Chess                                                              | Album - Can’t Get No Grindin’ – Muddy Waters, 1973 - Chicago/The Blues/Today! Vol. 1-3 – válogatás, 1966 - The Best of Little Walter – Little Walter, 1958 Dal - "Killing Floor" – Howlin' Wolf, 1964 - "Nine Below Zero" – Sonny Boy Williamson II, 1951 - "Rocket 88" – Jackie Brenston and His Delta Cats, 1951 - "The Sky is Crying" – Elmore James, 1959 | - Big Road Blues: Tradition & Creativity in the Folk Blues, by David Evans (University of California Press, 1982) - Conversation with the Blues by Paul Oliver - The Country Blues, by Samuel Charters (Rinehart and Co., 1959) |
| 1990 | - Blind Blake - Lonnie Johnson - Bukka White                          | ––                                                                           | Album - Black Magic – Magic Sam Blues Band, 1969 - The Chess Box – Willie Dixon, 1988 - The Complete 1931 Session – Skip James, 1986 Dal - "Big Boss Man" – Jimmy Reed, 1960 - "Good Morning, School Girl" – Sonny Boy Williamson I, 1937 - "Terraplane Blues" – Robert Johnson, 1936                                                                         | - Big Bill Blues, by Big Bill Broonzy & Yannick Bruynoghe |

## 1980-as évek
| Év   | Kategóriák | Kategóriák  | Kategóriák | Kategóriák |
| Év   | Előadók | Szakemberek | Klasszikus blues felvételek | Klasszikus blues irodalom |
| ---- | --- | ----------- | --- | --- |
| 1989 | - Clifton Chenier - Robert Lockwood, Jr. - Memphis Slim | ––          | Album - Live on Maxwell Street – Robert Nighthawk - Showdown – Albert Collins, Robert Cray & Johnny Copeland - The World’s Greatest Blues Singer – Bessie Smith, 1970 Dal - "Come On in My Kitchen" – Robert Johnson (ARC/Vocalion, 1936) - "Drifting Blues" – Charles Brown with Johnny Moore’s Three Blazers (Philo/Aladdin, 1945) - "Long Distance Call" – Muddy Waters (Chess, 1951) | - Feel Like Going Home: Portraits in Blues & Rock ’n’ Roll, by Peter Guralnick (Outerbrdige & Dienstfrey, 1971) |
| 1988 | - Mississippi John Hurt - Little Milton - Jay McShann - Johnny Winter | ––          | Album - Down on Stovall’s Plantation – Muddy Waters, 1966 - The Chess Box – Muddy Waters, 1985 - The Original Flair & Meteor Sides – Elmore James Dal - "Born Under a Bad Sign" – Albert King, 1967 - "How Long, How Long Blues" – Leroy Carr, 1928 - "Pony Blues" – Charley Patton, 1929 | - The Blues Fell This Morning (The Meaning of the Blues), by Paul Oliver |
| 1987 | - Percy Mayfield - Eddie Taylor | ––          | Album - Blues Before Sunrise – Leroy Carr, 1962 - Hide Away – Freddie (Freddy) King, 1969 - Two Steps From the Blues – Bobby "Blue" Bland Dal - "Big Road Blues" – Tommy Johnson, 1928 - "Help Me" – Sonny Boy Williamson II, 1963 - "Please Send Me Someone to Love" – Percy Mayfield, 1950 | - The Story of the Blues, by Paul Oliver (Penguin, 1969) |
| 1986 | - Albert Collins - Tommy Johnson - Lead Belly - Sonny Terry | ––          | Album - I Am The Blues – Willie Dixon, 1970 - Ice Pickin' – Albert Collins, 1978 - Live Wire/Blues Power – Albert King, 1968 Dal - "Cross Road Blues" – Robert Johnson, 1936 - "Juke" – Little Walter, 1952 - "Mannish Boy" – Muddy Waters, 1955 | - Chicago Breakdown (Chicago Blues), by Mike Rowe |
| 1985 | - Chuck Berry - Buddy Guy - J. B. Hutto - Slim Harpo | ––          | Album - Born Under a Bad Sign – Albert King, 1967 - Chester Burnett A.K.A Howlin’ Wolf – Howlin’ Wolf, 1972 - Howlin’ Wolf – Howlin’ Wolf, 1962 Dal - "Boogie Chillen" – John Lee Hooker, 1948 - "Smokestack Lightnin'" – Howlin’ Wolf, 1956 - "The Thrill is Gone" – B.B. King, 1969 | - Blues Records 1943-1966, by Mike Leadbitter and Neil Slaven (Hanover Books Ltd., 1968) |
| 1984 | - Otis Rush - Hound Dog Taylor - Big Mama Thornton | ––          | Album - Boss Blues Harmonica – Little Walter, 1972 - Hoodoo Man Blues – Junior Wells, 1966 - West Side Soul – Magic Sam Blues Band, 1968 Dal - "Got My Mojo Working" – Muddy Waters, 1960 - "I’m Your Hoochie Coochie Man" – Muddy Waters, 1954 - "The Things That I Used to Do" – Guitar Slim, 1953 | - Deep Blues, by Robert Palmer (Viking Press, 1981) |
| 1983 | - Louis Jordan - Albert King - Robert Nighthawk - Ma Rainey - Big Joe Turner | ––          | Album - Founder of the Delta Blues – Charley Patton, 1970 - King of the Delta Blues Singers Vol. II – válogatás, 1970 - Live at the Regal – B.B. King, 1965 - McKinley Morganfield A.K.A. Muddy Waters – Muddy Waters, 1971 - The Best of Muddy Waters – Muddy Waters, 1958 Dal - "Call It Stormy Monday (But Tuesday Is Just as Bad)" – T-Bone Walker, 1947 - "Dust My Broom" – Elmore James, 1951 - "Hell Hound on My Trail" – Robert Johnson, 1937 - "Sweet Home Chicago" – Robert Johnson, 1936 - "Worried Life Blues" – Big Maceo, 1941 | - Blues Who’s Who: A Biographical Dictionary of Blues Singers, by Sheldon Harris (Arlington House, 1979) |
| 1982 | - Leroy Carr - Ray Charles - Big Walter Horton - Freddie King - Magic Sam | ––          | Album - King of the Delta Blues Singers – Robert Johnson, 1961 | - Blues and Gospel Records 1902-1942, by Robert M.W. Dixon & John Godrich (Rust, 1964) - Blues Unlimited magazin, alapítók: Simon Napier és Mike Leadbitter. UK (1963) - Living Blues magazin, alapítók: Bruce Iglauer, Jim O'Neal, Amy van Singel, Paul Garon, Diane Allmen, Andre Souffront és Tim Zorn. USA, Chicago (1970) |
| 1981 | - Bobby "Blue" Bland - Roy Brown - Blind Willie McTell - Professor Longhair - Tampa Red | ––          | –– | –– |
| 1980 | - Big Bill Broonzy - Willie Dixon - John Lee Hooker - Lightnin’ Hopkins - Son House - Howlin' Wolf - Elmore James - Blind Lemon Jefferson - Robert Johnson - B. B. King - Little Walter - Memphis Minnie - Muddy Waters - Charley Patton - Jimmy Reed - Bessie Smith - Otis Spann - T-Bone Walker - Sonny Boy Williamson I - Sonny Boy Williamson II | ––          | –– | –– |